# Lijst van burgemeesters van Tull en 't Waal
Dit is een lijst van burgemeesters van de voormalige Nederlandse gemeente Tull en 't Waal, vanaf de vorming in 1818 tot die gemeente in 1962 samen met Schalkwijk opging in de gemeente Houten.
| Ambtsperiode | Naam burgemeester                       | Partij of stroming | Bijzonderheden |
| ------------ | --------------------------------------- | ------------------ | --- |
| 1818 - 1827  | Daniel (D.) Rother                      |                    | tot 1825 schout |
| 1827 - 1850  | Willem (W.) Lagerweij                   |                    | |
| 1850 - 1852  | Aloysius (A.J.E.) Hooft van Huysduynen  |                    | tevens burgemeester van Schalkwijk (1838-1852)                                                                                            |
| 1852 - 1855  | Samuel (S.) van Raven                   |                    | tevens burgemeester van Schalkwijk (1852-1855), Houten (1840-1877), Oud-Wulven (1840-1857) en Schonauwen (1850-1857)                      |
| 1855 - 1860  | Jacobus Johannes Groeneveldt            |                    | tevens burgemeester van Schalkwijk, later burgemeester van Schoonhoven                                                                    |
| 1860 - 1884  | Joannes Wilhelmus van den Boogaard      |                    | tevens burgemeester van Schalkwijk |
| 1885 - 1922  | Julianus Petrus Kleinschmit (1851-1931) |                    | tevens burgemeester van Schalkwijk |
| 1923 - 1943  | Leo (L.P.J). ten Holder                 |                    | tevens burgemeester van Schalkwijk, eerder burgemeester van Tubbergen                                                                     |
| 1943 - 1945  | Bram (A.W.) Bosschaart                  | NSB                | tevens burgemeester van Schalkwijk en Houten                                                                                              |
| 1945         | Leo (L.P.J). ten Holder                 |                    | tevens burgemeester van Schalkwijk |
| 1945 - 1946  | K.M. Vink                               |                    | waarnemend, tevens waarnemend burgemeester van Schalkwijk                                                                                 |
| 1946 - 1958  | Adrianus Bruno Haefkens                 |                    | tevens burgemeester van Schalkwijk en Houten                                                                                              |
| 1959 - 1962  | Eugène (E.A.M.J.) van de Weijer         |                    | waarnemend, tevens burgemeester van Bunnik, Odijk en Werkhoven (tot 1961) en waarnemend burgemeester van Schalkwijk en Houten (1959-1962) |